# Pietro Santoro

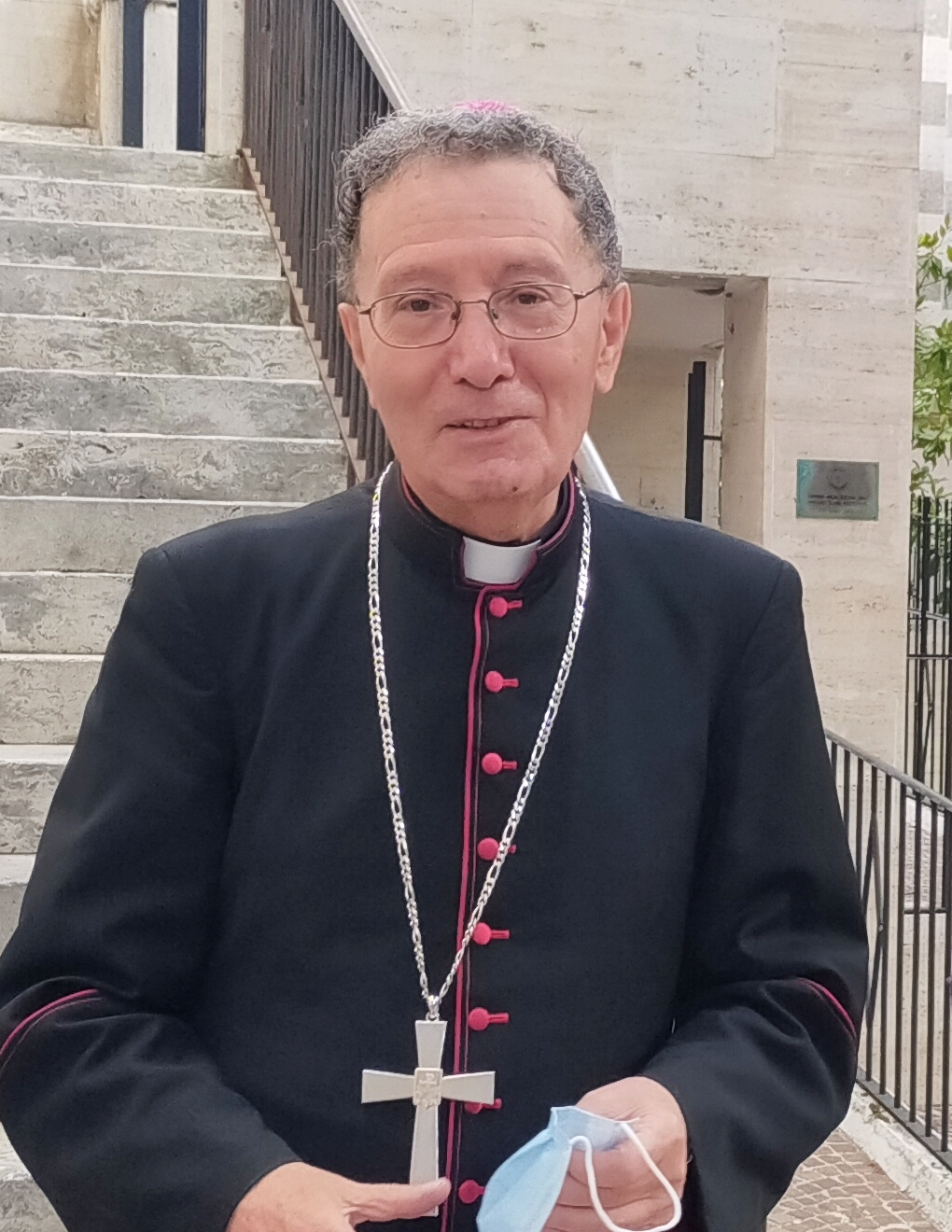
Pietro Santoro (2021)

Bischofswappen von Pietro Santoro

Pietro Santoro (* 4. Februar 1946 in Vasto) ist ein italienischer Geistlicher und emeritierter römisch-katholischer Bischof von Avezzano.

## Leben
Pietro Santoro besuchte das Kleine Seminar des Erzbistums Chieti. Anschließend studierte er Philosophie und Katholische Theologie am Seminario per l’America Latina in Verona. Am 17. Juni 1970 empfing Santoro auf dem Petersplatz in Rom durch Papst Paul VI. das Sakrament der Priesterweihe für das Erzbistum Chieti (später: Chieti-Vasto).
Santoro war von 1970 bis 1973 als Pfarrvikar der Pfarrei San Giuseppe und als Rektor der Kirche San Nicola in San Salvo tätig. Ab 1973 war Pietro Santoro Pfarrer der Pfarrei San Nicola in San Salvo. 1986 gründete er die soziale Kooperative Nuova Solidarietà und 1987 den Kulturverein Jacques Maritain. 2006 wurde Santoro zudem Bischofsvikar für die Region Vasto. Ferner war er Verantwortlicher für die Ökumene und die Jugendpastoral im Erzbistum Chieti-Vasto sowie Diözesanassistent der Jugendabteilung der Katholischen Aktion, regionaler Kirchlicher Assistent der Unione cristiana imprenditori dirigenti (UCID) und Diözesanreferent für die Kulturprojekte der Italienischen Bischofskonferenz. Papst Benedikt XVI. verlieh ihm am 5. Dezember 2005 den Ehrentitel Päpstlicher Ehrenkaplan.
Am 28. Juni 2007 ernannte ihn Papst Benedikt XVI. zum Bischof von Avezzano. Der Erzbischof von Chieti-Vasto, Bruno Forte, spendete ihm am 6. September desselben Jahres in der Kirche Santa Maria Maggiore in Vasto die Bischofsweihe; Mitkonsekratoren waren Edoardo Menichelli, Erzbischof von Ancona-Osimo, und Lucio Angelo Maria Renna OCarm, Bischof von San Severo. Sein Wahlspruch Transit Jesus ut clamemus („Jesus geht, damit wir bitten können“) stammt aus den Predigten des Hl. Augustinus (Sermo 88, 10, 9). Die Amtseinführung erfolgte am 15. September 2007. In der Italienischen Bischofskonferenz war Pietro Santoro Mitglied der Kommission für die Familie, die Jugend und das Leben.
Papst Franziskus nahm am 23. Juli 2021 das von Pietro Santoro aus Altersgründen vorgebrachte Rücktrittsgesuch an.